# Xysticus striatipes
Xysticus striatipes är en spindelart som beskrevs av Ludwig Carl Christian Koch 1870. Xysticus striatipes ingår i släktet Xysticus och familjen krabbspindlar. Inga underarter finns listade i Catalogue of Life.

## Bildgalleri

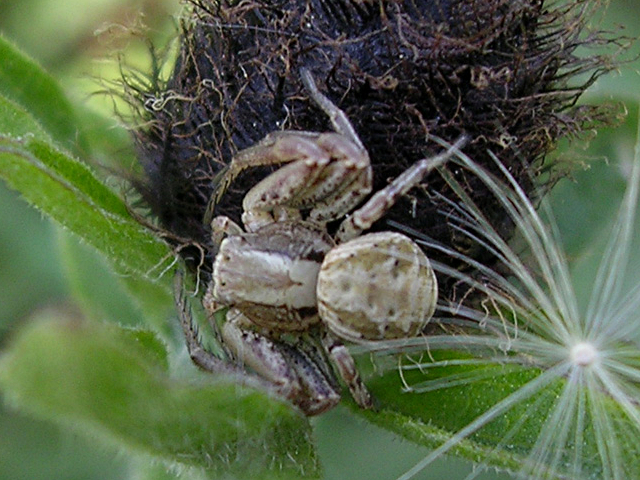
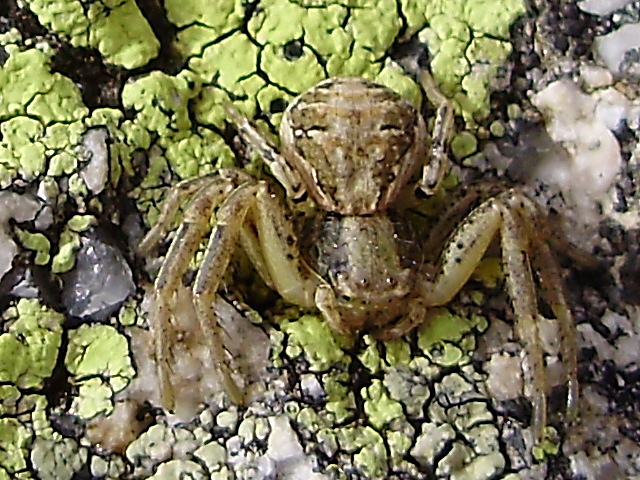